# 자바스크립트 라이브러리
자바스크립트 라이브러리(JavaScript library)는 특히 AJAX, 기타 웹 중심 기술을 위해 자바스크립트 기반 애플리케이션을 더 쉽게 개발할 수 있도록 만들어주는, 미리 작성된 라이브러리이다.

## 역사
넷스케이프(나중에 모질라)가 처음 개발한 자바스크립트가 수많은 웹사이트를 위해 웹상에 존재한지 오래되었고 웹 2.0 시대의 컴퓨팅이 도래하면서 자바스크립트는 점차 웹 기반 및 데스크톱 기반의 애플리케이션의 사용자 인터페이스 개발을 위해 더 많이 사용되기 시작했다.
자바스크립트는 동적 웹 페이지를 만들기 위해 CSS와 결합되었으며 플래시 기반 웹사이트와 비교했을 때 더 효율적이기 때문에 인기를 끌게 되었다.

## 라이브러리
자바스크립트의 수요가 늘면서 프로그래머들이 동적인 인터페이스 등을 더 쉽게 개발할 수단이 필요했다. 그러므로 자바스크립트 라이브러리와 자바스크립트 위젯 라이브러리들이 개발되어 개발자들이 Ajax 애플리케이션에 더 집중하여 개발할 수 있게 되었다. 이로 인해 마이크로소프트, 야후! 등의 기타 기업, 그룹들이 자신만의 자바스크립트 기반 사용자 인터페이스 라이브러리를 개발하게 되었고 이 기업들이 개발하는 웹 애플리케이션에 자신들의 방법을 강구해나가기 시작했다.
일부 자바스크립트 라이브러리들은 자바스크립트를 CSS, PHP, 루비, 자바 등 기타 웹 개발 기술들과 더 쉽게 연동할 수 있게 하고 있다. 수많은 라이브러리들은 런타임 환경들 간의 차이를 감지하는 코드를 포함하고 있다.
거의 모든 자바스크립트 라이브러리들은 라이선스 자유 배포, 사용, 수정을 보장하기 위해 퍼미시브 라이선스 또는 카피레프트 라이선스로 릴리스된다.

## 같이 보기
- Ajax
- 위젯 툴킷
- 자바스크립트 라이브러리 목록
- 자바스크립트 프레임워크 비교